# Плани
Плани (латыш. Plāņi) — населённый пункт в Стренчском крае Латвии. Административный центр Планской волости. Расстояние до города Валка составляет около 38 км. Рядом протекает река Вия. По данным на 2005 год, в населённом пункте проживало 446 человек.

## История
В советское время населённый пункт был центром Планьского сельсовета Валкского района. В селе располагался совхоз «Плани».